# Zoológico de Bacu
Zoológico de Bacu é um jardim zoológico estadual, em Bacu. É o mais antigo jardim zoológico do Azerbaijão, sendo inaugurado em 1928. Ele pertence ao Ministério da Cultura e Turismo do Azerbaijão e à Prefeitura da cidade de Bacu. A área total do jardim zoológico é 4,25 hectares (10.5 acres).

## História
O Zoológico de Bacu foi inaugurado em 1928, no território de um parque, depois chamado de Lunacharsky.
Em 1942, um novo zoológico foi fundado com base da evacuação do Zoológico de Rostov, a cerimônia de abertura foi realizada após a Grande Guerra Patriótica. Até 1958, o zoológico era localizado perto de uma estação ferroviária em um pequena praça, que mais tarde foi chamada de Ilich.
Em 1958, o zoológico foi transferido para o município de Bayil, nos arredores de Bacu, e lá permaneceu até meados da década de 1970, quando aconteceu um deslizamento de terra em Bayil, no qual um leão e um urso morreram esmagados em uma gaiola caída. Este trágico evento fez os governantes da cidade pensarem em um novo local seguro para o jardim zoológico, mas até a decisão ser tomada, o zoológico foi temporariamente transferido para o município de Razin (no presente município de Bakikhanov), onde foi localizado até 1985.
Mas, durante este período de tempo, um grupo de peritos de zoólogos, biólogos e outros especialistas, decidiram que um parque localizado no território de Narimanov rayon, em Bacu, era o local apropriado para a habitação de animais. A construção do novo jardim zoológico começou perto de uma estação ferroviária para crianças, e de acordo com o plano de 45 hectares (110 acres) foram alocados para ele. Para acelerar a construção, foi decidido utilizar temporariamente apenas 2.25 hectares (5.6 acres) de terra e, posteriormente, expandir o território através da construção de uma ferroviária circular para crianças no jardim zoológico.
Em 1979, o chefe do poder executivo investiu uma quantidade necessária de dinheiro para a construção do novo zoológico, que durou cerca de 5 anos, por causa de deficiência no financiamento. Em 1 de setembro de 1985, o novo Zoológico de Bacu foi posto em funcionamento e foi aberto para os visitantes novamente, onde está localizado até agora.
Em 2001, de acordo com a ordem do chefe do Poder Executivo de Bacu, 2 hectares (4.9 acres) foram alocado para o zoológico, expandindo a área total do jardim zoológico para 4,25 hectares (10.5 acres).
Em 2008, seis espécies de animais exóticos foram trazidos por avião de Minsk para o Zoológico de Bacu: casais de crocodilos do Nilo, nasuas, chinchilas, linha de veado, cães egípcios, e linces. Foi em troca de um jovem leão, que foi enviado de Bacu, para a capital da Bielorrússia, no final de 2007.
Em 2010, a construção de obras iniciaram-se em territórios pertencentes ao zoológico e no resultado da construção de uma nova estação ferroviária para crianças foi totalmente reconstruída. Assunto sobre o reassentamento de jardim zoológico foi colocar em pauta novamente.
Desde da década de 2000, organizações de bem-estar dos animal tinha preocupações sobre as condições e a segurança pública.

## Projeto do novo zoológico
De acordo com a ordem de Ilham Aliyev – o Presidente do Azerbaijão, um novo zoológico, com únicas e raras espécies da flora e fauna, será construído em Ceyranbatan, aldeia de Absheron rayon, a cerca de 10 quilômetros (6.2 milhas) de Bacu. Raros mamíferos e aves de diferentes continentes, especialmente da Austrália serão localizados no território do novo zoológico, a área que consiste de 230 hectares (570 acres). Um grupo de trabalho, que inclui especialistas de diferentes institutos de pesquisa e ONG's, foi criado no Ministério de Ecologia e Recursos Naturais e na Academia Nacional de Ciências do Azerbaijão.

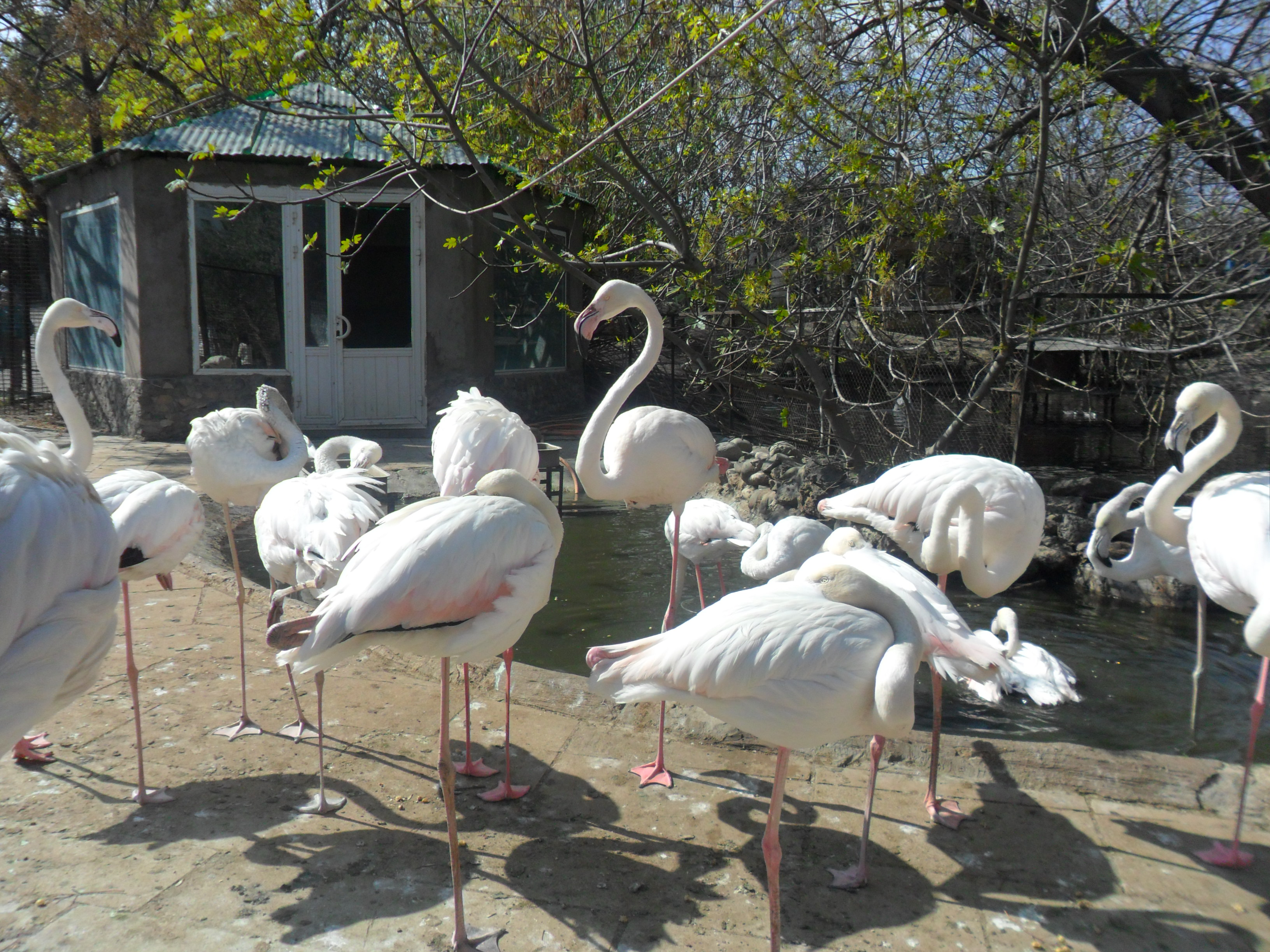
Flamingos no Zoológico de Bacu

## Símbolo do Zoológico de Bacu
Flamingo cor-de-rosa, que apareceu em Bacu no início da década de 1990 pela primeira vez, é o símbolo de do Zoológico de Bacu. Os cidadãos da cidade trouxeram esses quase-mortos e feridos pássaros para o jardim zoológico. Trabalhadores do zoológico, liderados pelo veterinário Chingiz Sultano, cuidaram dos flamingos e, devido a eles,que existem cerca de 28 flamingos no presente.

## Animais
A partir de 2010, havia 160 espécies de animais, com cerca de 1200 animais no zoo. entre eles:

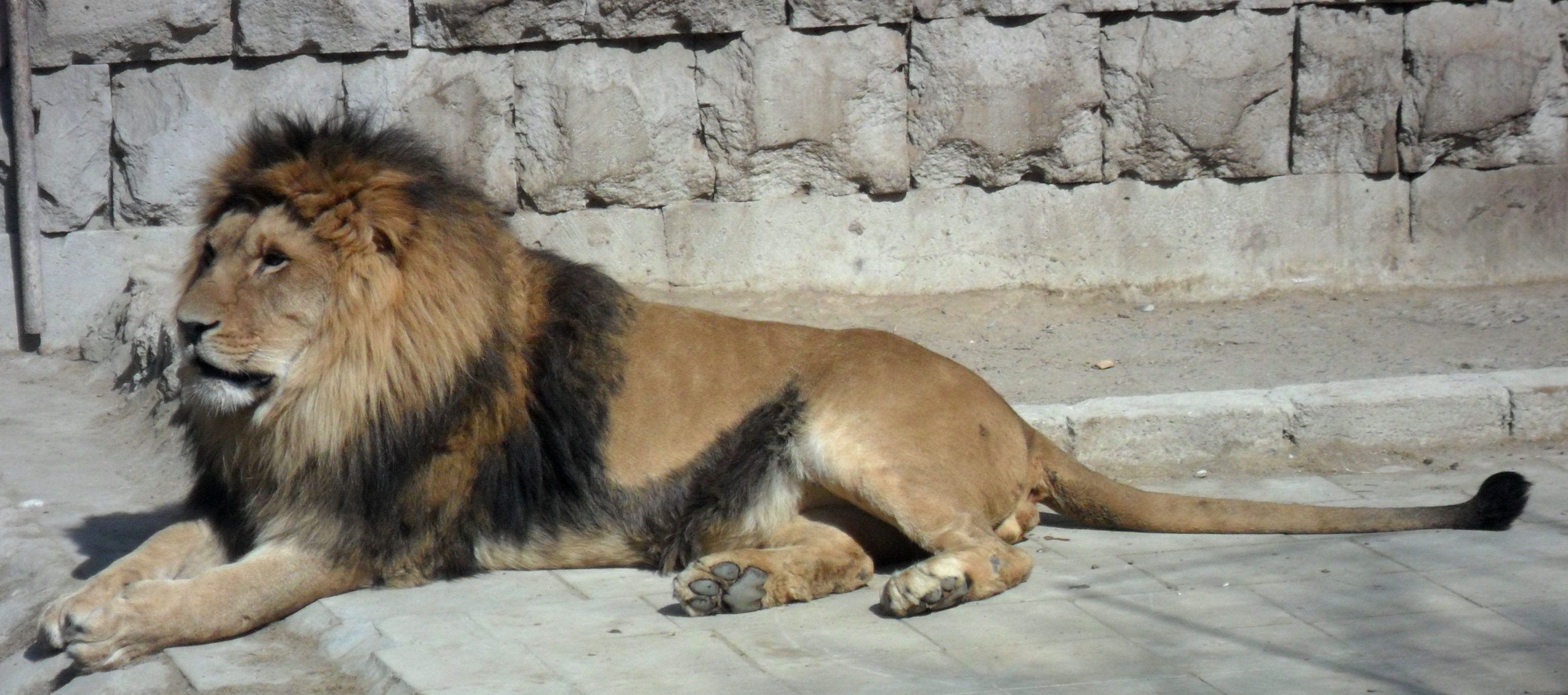
Leão no Zoológico de Bacu

| - Crocodilo do nilo - Flamingo-comum - Urso-pardo - Rena - Cães Egípcios - Buteo Buteo - Grifo - Lince-euroasiático - Capreolus - Veado Vermelho - Leões - Tigres - Zebu - Camelos - Abutre-Preto - Chacal-dourado - Raposas - Hipopótamo - Pôneis | - Abutre-barbudo - Lamas - Leopardo - Tartarugas - Jaguar - Gamo - Bovinos - Lobo - Macaco - Chinchila - Avestruz - Papagaios - Peixes - Quati - Búfalo - Emu - Abutre-do-egito - Muntiacus |